# Trichopoda christenseni
Trichopoda christenseni là một loài ruồi trong họ Tachinidae.